# 2e armée (Autriche-Hongrie)
Pour les articles homonymes, voir 2e armée.

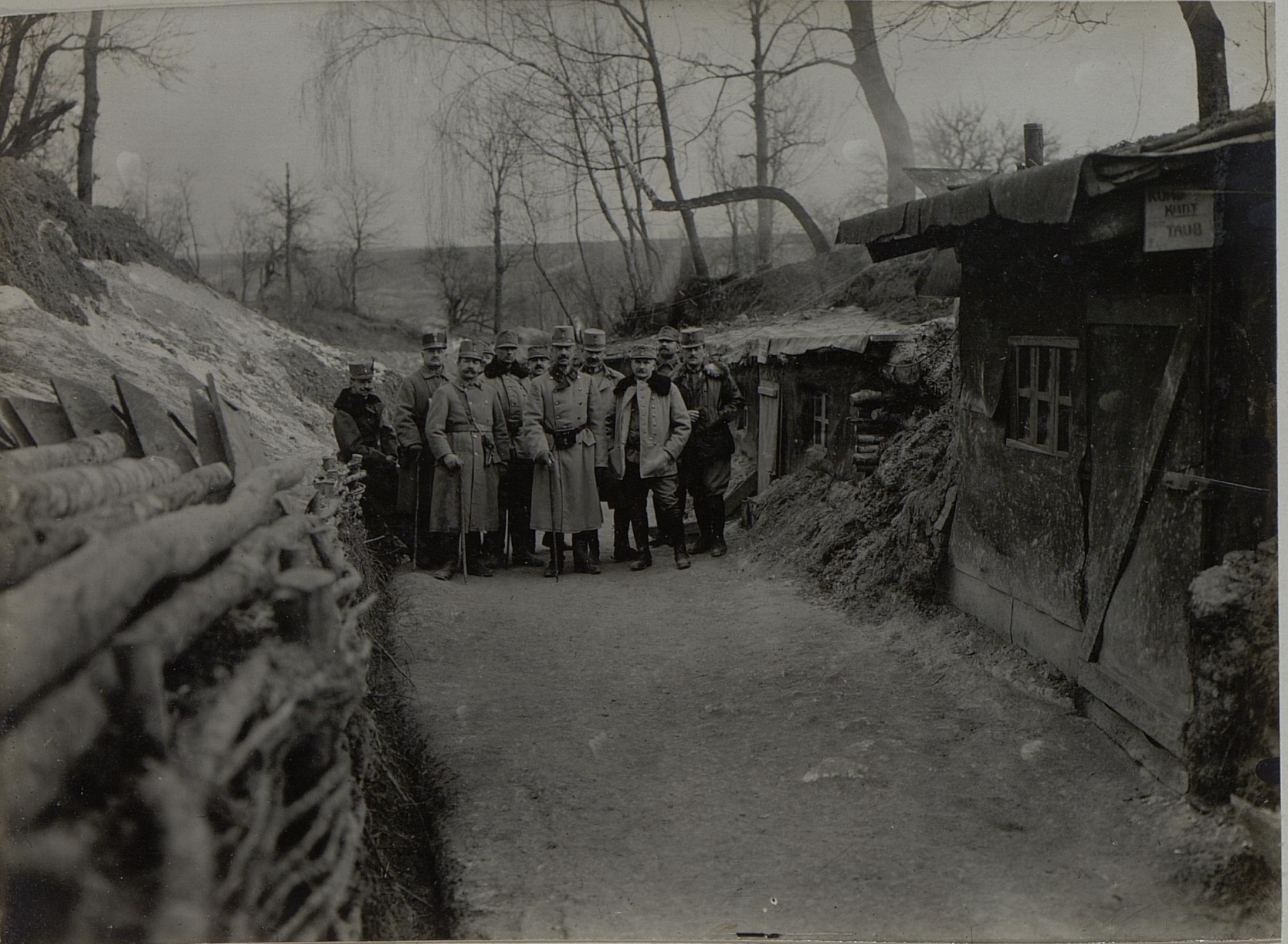
Le feld-maréchal Eduard von Böhm-Ermolli sur le front de la 2e armée à Łopuszno (Pologne), 31 janvier 1916 guerre mondiale.

La 2e armée austro-hongroise (en allemand: k.u.k. 2. Armee) est une grande unité (armée) de l'armée austro-hongroise pendant la Première Guerre mondiale. Destinée initialement au front serbe, elle doit être redéployée sur le front de l'Est, successivement en Galicie, Pologne russe et Ukraine. Pendant toute son existence, elle est commandée par le General der Kavallerie (plus tard Feld-maréchal) Eduard von Böhm-Ermolli. Elle est dissoute en avril 1918.

## Historique

### 1914

#### Front serbe

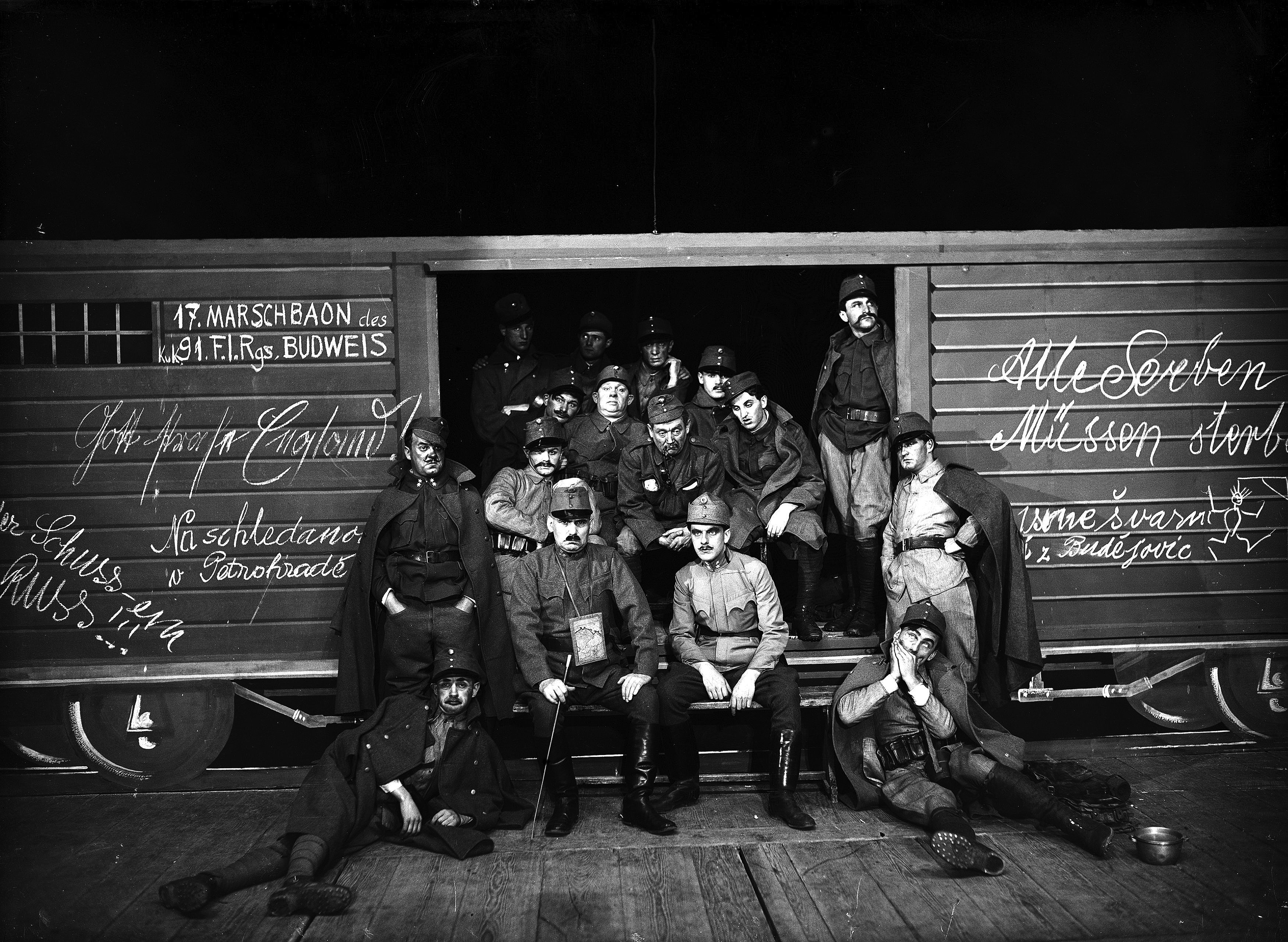
Mobilisation austro-hongroise à Prague en 1914. Sur le côté droit du wagon, slogan en allemand : « Alle Serben müssen sterben » (« Tous les Serbes doivent mourir »). Image satirique de la pièce Le Brave Soldat Chvéïk, Cracovie, 1930.

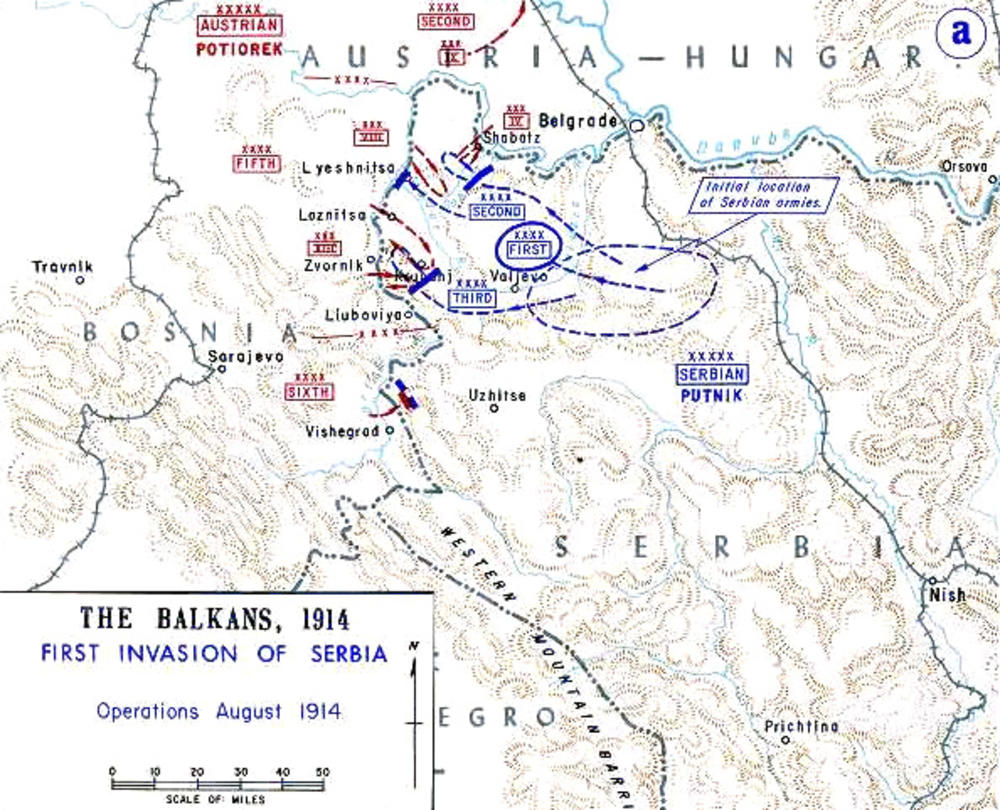
La 2e armée (Second, au nord) au début de la campagne de Serbie, mi-août 1914.

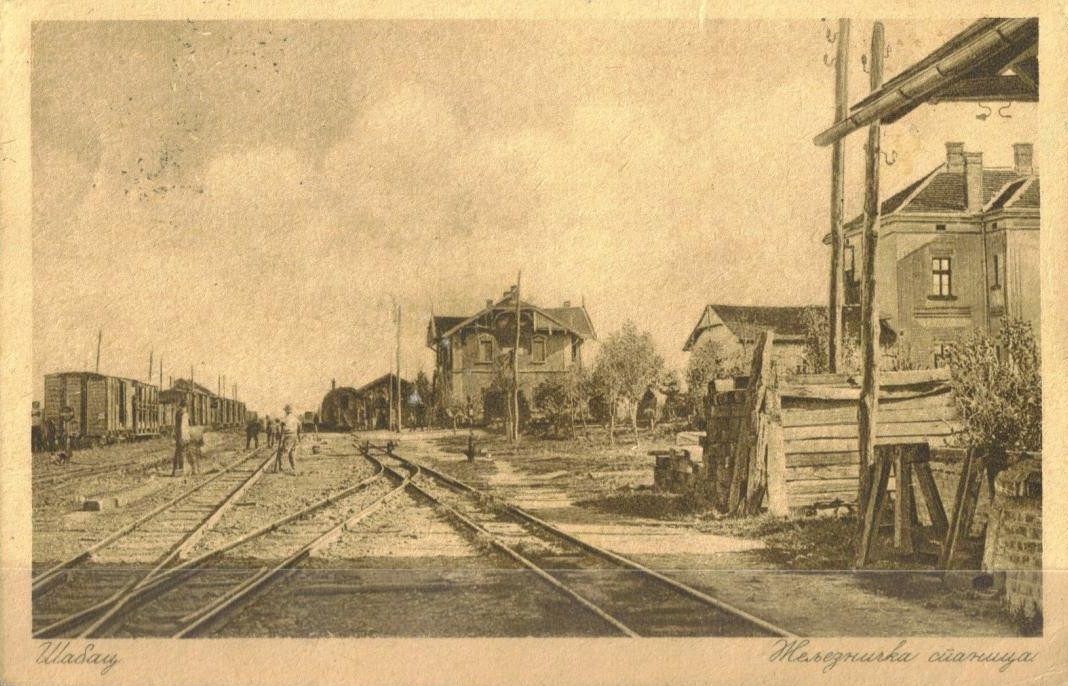
Gare de Šabac, début du XXe s.

La 2e armée (Druga, au sud-est) dans la bataille de Galicie, fin août 1914.

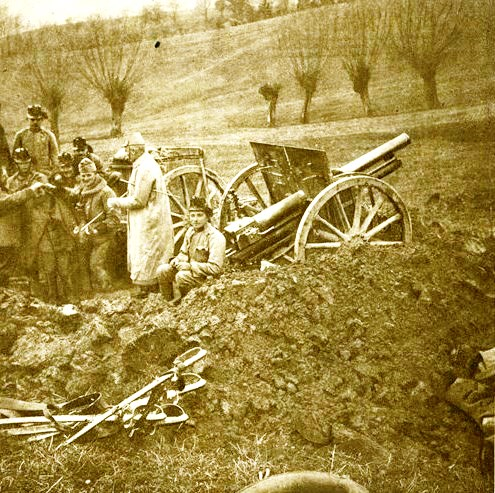
Artilleurs austro-hongrois en Galicie, 1915-1917.

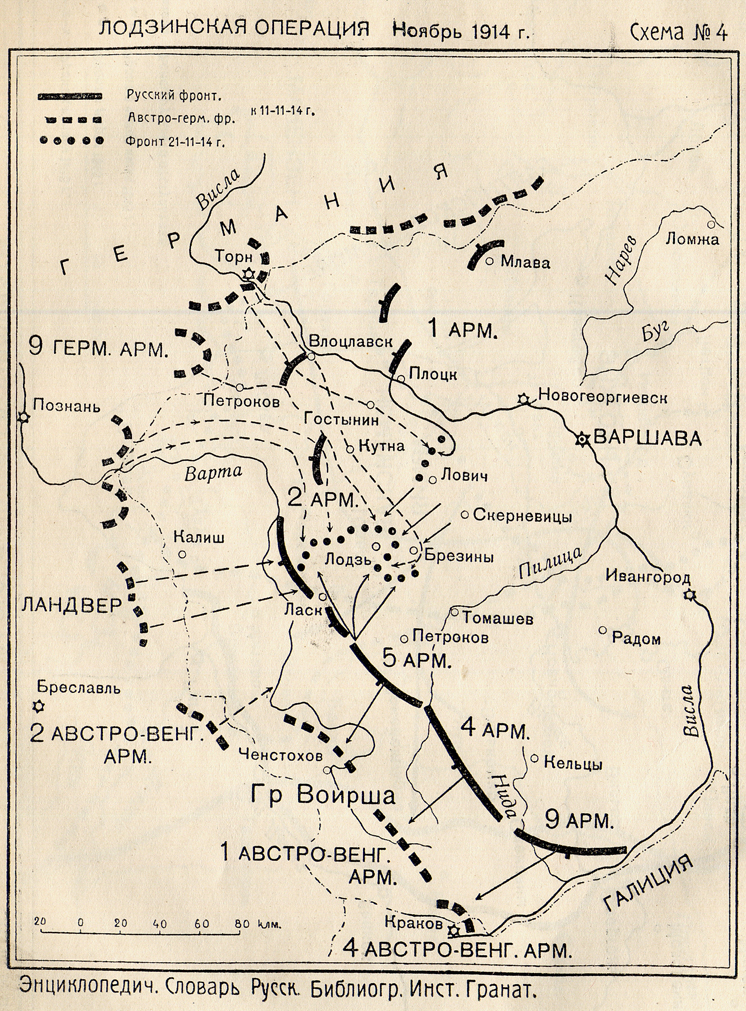
Bataille de Łódź, novembre-décembre 1914 : la 2e armée austro-hongroise est au sud-ouest.

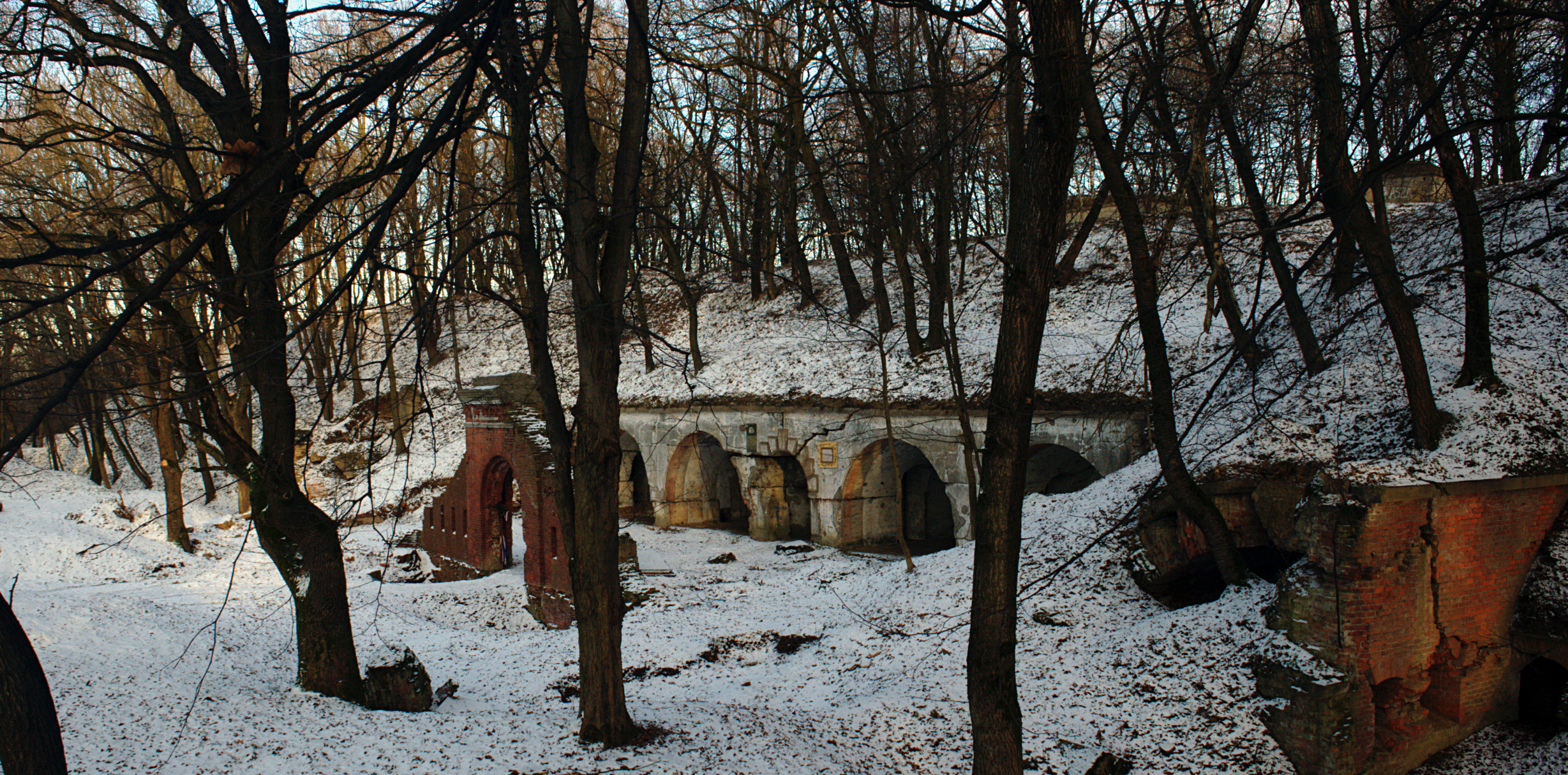
Casemates du fort de Przemyśl, 2016.

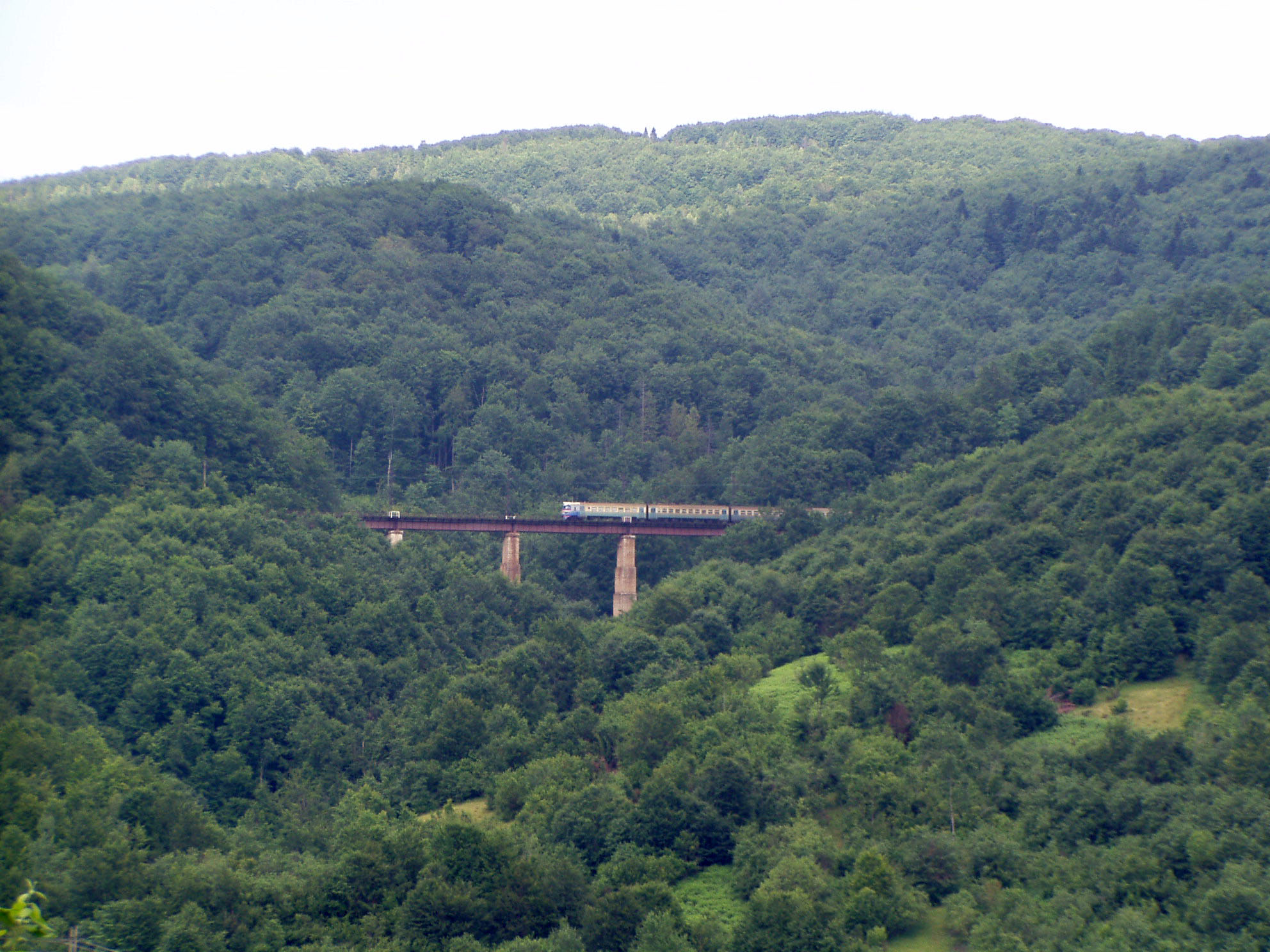
Le, construit en 1903-1905, traversant le col d'Oujok, 2010

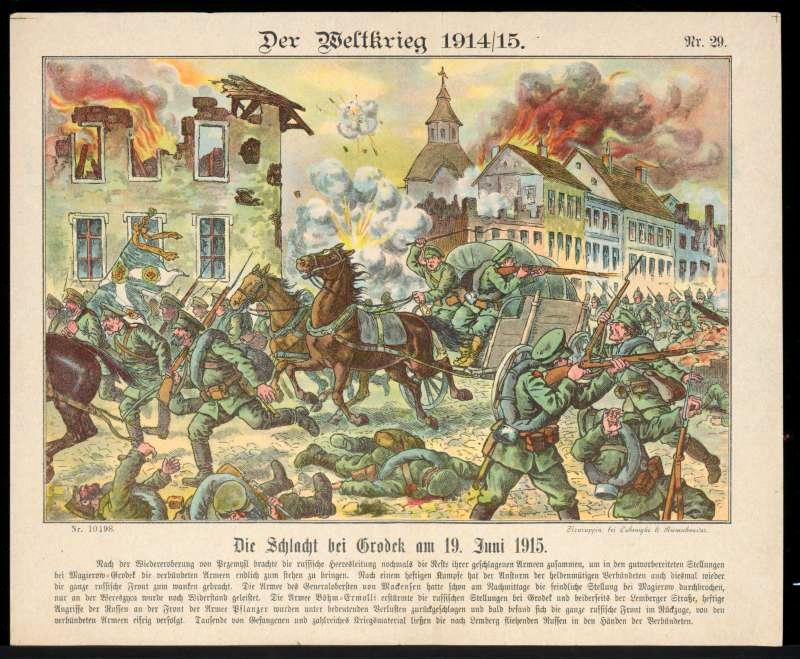
Bataille de Grodek (Horodok), 19 juin 1915 : les troupes russes s'enfuyant devant les forces germano-austro-hongroises commandées par August von Mackensen et Eduard von Böhm-Ermolli. Image de propagande allemande, 1915.

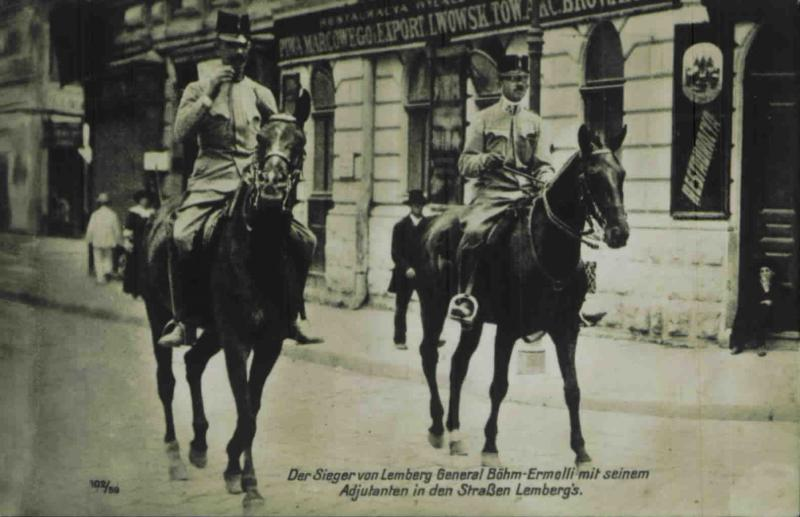
Le général Böhm-Ermolli et son aide de camp après la reprise de Lemberg, carte postale de 1915.

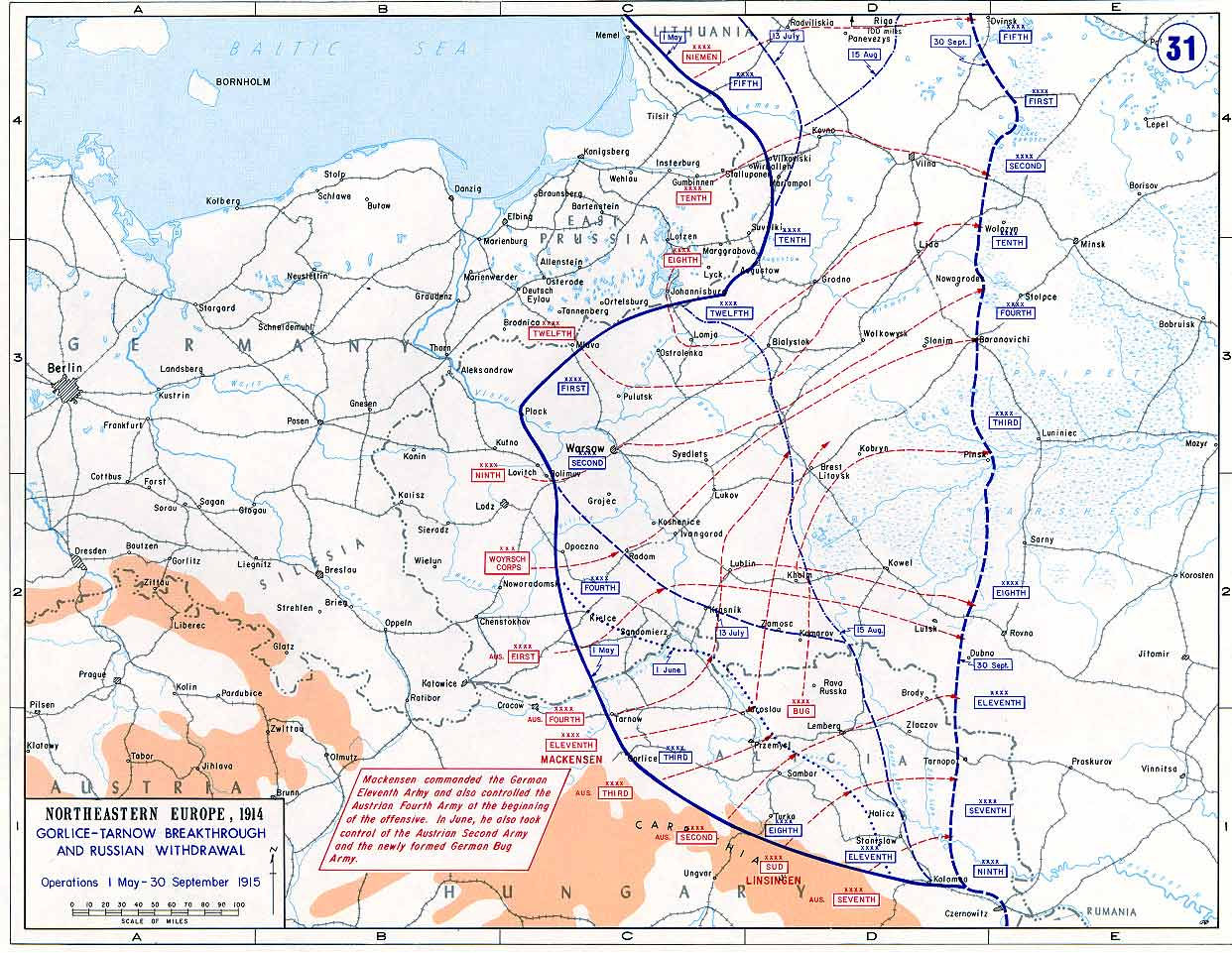
La grande retraite russe, mai-septembre 1915 : la 2e et 7e armées avancent dans le secteur sud-est.

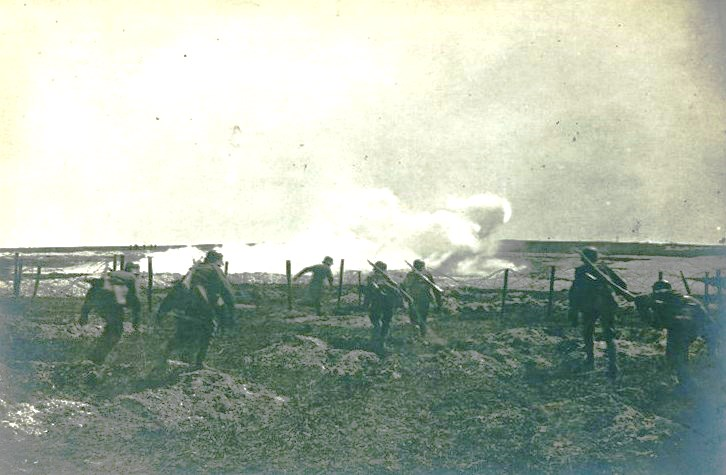
Infanterie austro-hongroise attaquant les lignes russes derrière un rideau de fumée, 1915-1917.

Offensive Kerenski, juillet 1917. La 2e armée austro-hongroise (Druga) est entre l'armée Linsingen et l'armée du Sud allemandes.

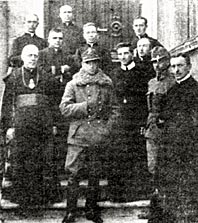
Guillaume de Habsbourg-Lorraine, prétendant autrichien au trône d'Ukraine, à Ternopil en 1918.

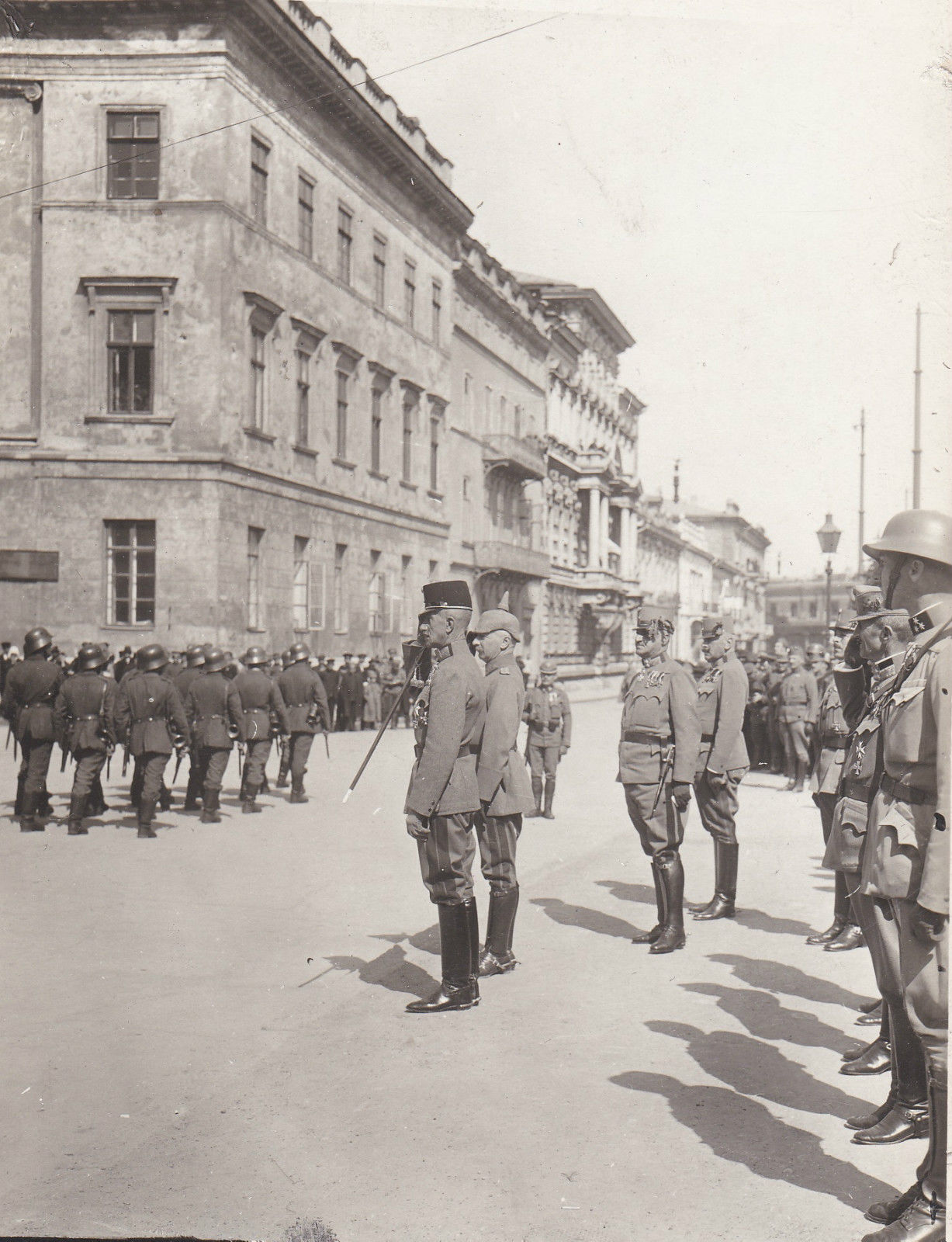
Le Feld-maréchal von Bohm Ermolli passant en revue ses troupes à Odessa, 1918.

La 2e armée est formée lors de la mobilisation de 1914 (crise de juillet) sous le commandement du General der Kavallerie Eduard von Böhm-Ermolli, avec pour chef d'état-major Artur von Mecenseffy (en). Selon le plan du chef d'état-major général austro-hongrois Franz Conrad von Hötzendorf, elle doit faire partie des forces d'invasion de la Serbie dirigées par le général Oskar Potiorek. Cependant, le 3 août, le Haut État-major allemand fait savoir à Conrad que, contrairement à ce qu'espéraient les Austro-Hongrois, les forces allemandes de la province de Prusse-Orientale resteront sur la défensive, toutes les réserves allemandes étant engagées dans l'offensive contre la France. Conrad décide alors de retirer la 2e armée du front serbe pour la déployer face à l'armée russe en Bucovine austro-hongroise. Le 6 août, il en informe Potiorek et lui demande de garder une attitude prudente sur le front serbe car le retrait de la 2e armée ne lui laissera plus que 280 000  à   290 000 hommes (au lieu de 370 000) face à 210 000  à   350 000 Serbes et 40 000  à   60 000 Monténégrins. Cependant, Potiorek, interprétant largement les consignes, s'autorise à utiliser la 2e armée en Serbie tant qu'il n'a pas reçu l'ordre formel de retrait : en lançant l'offensive générale le 12 août, il espère obtenir un résultat décisif, la prise de Belgrade, dans le court délai dont il dispose. Potiorek, qui était gouverneur militaire du condominium de Bosnie-Herzégovine lors de l'attentat de Sarajevo, considère la guerre contre la Serbie comme une revanche personnelle.
La 2e armée compte alors 6 divisions et demi d'infanterie et une de cavalerie regroupées dans les corps suivants :
- IVe corps (Karl Tersztyánszky von Nádas)
  - 31e, 32e et la moitié de la 7e division d'infanterie
- VIIIe corps (corps de Prague, Arthur Giesl von Gieslingen (en)) déployé en couverture en Syrmie
  - 29e et la moitié de la 7e division d'infanterie, 10e division de cavalerie, 21e division de Landwehr (armée territoriale)
- VIIe corps déployé en défense entre Pančevo et Baziaș, un groupe réduit devant franchir le Danube à Orșova
  - 17e et 34e divisions d'infanterie
  - 2e brigade de Landsturm
  - 1re brigade de marche

Les bombardements d'artillerie sur Belgrade commencent le 11 août. Le 12 août, l'aile droite, avec le IVe corps, franchit la Save près de Šabac. Les troupes avancent sans approvisionnements suffisants. Le 18 août, le commandement austro-hongrois ordonne une offensive, espérant peut-être remporter une victoire significative le jour de l'anniversaire de l'empereur François-Joseph : les troupes subissent de lourdes pertes et une contre-attaque serbe oblige le IVe corps à revenir à ses positions de départ. La 21e division de Landwehr, soumise à des ordres contradictoires, se débande. Comme il s'agit d'une division recrutée de Tchèques, les autorités soupçonnent un manque de loyauté et prennent des sanctions. Le général Giesl von Gieslingen est relevé de son commandement.
La 2e armée s'empare de Klenak puis de Šabac. Elle reçoit alors l'instruction de se retirer de la campagne de Serbie pour aller renforcer l'offensive de la 4e armée austro-hongroise vers la Pologne russe. Le IXe corps (23e division de Honvéd et 10e division de cavalerie) part pour la Galicie le 19 août, le VIIe corps le 24 août et le IVe corps le 30 août.

#### Front de Galicie
Le 25 août, les premiers éléments du VIIe corps atteignent la tête de pont du Dniestr près de Halytch et viennent renforcer la 3e armée austro-hongroise (général Rudolf von Brudermann) durement éprouvée par l'offensive de la 8e armée russe. Le XIIe corps (Hermann Kövess) est détaché de la 3e armée pour rejoindre la 2e armée sur son nouveau terrain. Ces forces participent à la bataille de la Hnyla Lipa (de) (29-30 août) : elles se replient alors sur le Zbroutch autour de Rohatyn où l'arrivée successive des VIIe, IVe et XIIe corps leur permet d'établir une position défensive. Au début de septembre 1914, la 2e armée compte 235 bataillons d'infanterie, 108 escadrons de cavalerie et 115 batteries. Elle comprend alors les unités suivantes :
- XIIe corps (Hermann Kövess)
  - 11e division (Alois Pokorny)
  - 16e division (Franz Paukert puis Georg Schariczer von Rény (de))
  - 35e division (Viktor Njegovan puis Vinzenz von Fox (de))
- VIIe corps (Otto Meixner von Zweienstamm (de) remplacé en septembre par Andreas Fail-Greissler et en novembre 1914 par l'archiduc Joseph-Auguste)
  - 17e division (Johann von Henriquez (hr) puis Aurel Le Beau)
  - 34e division (Joseph Krautwald von Annau (de))
- IVe corps (Karl Tersztyánszky von Nádas)
  - 31e division (archiduc Joseph-Auguste)
  - 32e division (Andreas Fail-Greissler puis en septembre Ludwig Goiginger)
  - 34e division de Landwehr (Albert Schmidt von Georgenegg (de))
- Troupes de couverture sur le Dniestr
  - 38e division de Honvéd (Johann Karg von Bebenburg)
  - 1re division de cavalerie (Artur Peteani von Steinberg)
  - 5e division de cavalerie de Honvéd (Ernst von Froreich)
  - 8e division de cavalerie (Georg von Lehmann (de))

À partir du 8 septembre, les XIIe et VIIe corps sont rattachés à la 3e armée en vue d'une série de contre-attaques, face à la 8e armée russe, vers Horodok et la Verechtchytsa (pl). Les troupes austro-hongroises se trouvent vite en difficulté, des régiments de cosaques s'infiltrant sur leurs arrières, et doivent battre en retraite vers le San. Le 11 septembre, les unités restantes de la 2e armée reçoivent l'ordre de se replier en défense sur les Carpates.
C'est pendant la bataille de Horodok (Grodek) que le poète Georg Trakl est obligé de rester deux jours dans une grange avec 90 blessés graves pratiquement sans soins, puis de passer devant les corps de paysans ruthènes pendus sur le soupçon de trahison : cet épisode tragique le conduit en clinique psychiatrique, puis à son suicide à Cracovie le 3 novembre 1914.

#### Front de Pologne russe
À la fin de l'automne 1914, les forces des Empires centraux se redéploient vers la Pologne centrale et la frontière de Silésie. À partir du 8 novembre, la 2e armée, réduite aux XIIe et IVe corps, est transportée par chemin de fer, le XIIe corps vers Lubliniec, le IVe vers Kreuzburg (Kluczbork), à la droite du corps de Landwehr allemande du général Remus von Woyrsch qui tient le secteur de Częstochowa. Ils font face à la 4e armée russe. Avec la 9e armée allemande, ils participent à la bataille de Łódź (novembre-décembre 1914). Au début de décembre, la 2e armée est engagée autour de Bełchatów et Piotrków Trybunalski. Elle compte alors les corps suivants, du nord au sud :
- Corps de cavalerie Hauer au nord de Bełchatów
  - 9e division de cavalerie (Leopold von Hauer)
  - 3e division de cavalerie (Adolf von Brudermann (en))
- IVe corps (Karl Tersztyánszky von Nádas) autour de Piotrków
  - 16e division (Georg Schariczer von Rény)
  - 35e division (Vinzenz von Fox)
- XIIe corps (Hermann Kövess) autour de Prusicko
  - 31e division (Kasimir von Lütgendorf (de))
  - 32e division (Ludwig Goiginger)

La ligne de défense autour de Noworadomsk est renforcée par le corps de réserve de la Garde allemande (3e division de la Garde et 1re division de réserve de la Garde) commandé par Max von Gallwitz.

### 1915

#### Front des Carpates
À partir de février 1915, la 2e armée, séparée du XIIe corps qui reste en Pologne russe, est transférée sur le front des Carpates à l'est de la 3e armée. Pendant la bataille des Carpates, livrée en plein hiver dans les montagnes, les forces austro-hongroises s'efforcent de dégager la forteresse assiégée de Przemyśl. La 2e armée comprend les unités suivantes :
- Ve corps (Paul Puhallo von Brlog (de))
  - 27e et 39e divisions
- XIXe corps (Ignaz Trollmann (en))
  - 25e et 34e divisions
- IVe corps (Albert Schmidt von Georgenegg)
  - 31e et 43e divisions
- XVIIIe corps (Alfred von Ziegler)
  - 37e division de Honvéd et 44e division de Landwehr
- Corps Szurmay (de)
  - 38e et 40e divisions de Honvéd

Le corps Szurmay occupe l'aile droite, en défense du col d'Oujok, appuyé à l'armée du Sud allemande qui vient renforcer le dispositif.
Le 27 février, les IVe, XVIII et XIXe corps, sous le commandement de Tersztyánszky, lancent une offensive en direction de Przemyśl mais se heurtent à une forte résistance de la 11e armée russe. Après de durs combats vers Baligród et Sanok, les Austro-Hongrois doivent renoncer à atteindre Przemyśl qui capitule le 22 mars.

#### Front de Galicie
À partir de mai 1915, la 2e armée participe à l'offensive de Gorlice-Tarnów qui permet de reprendre Przemyśl le 3 juin et Lemberg (Lviv) le 22 juin.
Après l'échec de l'offensive de Rovno (Rivne) en septembre 1915, la 2e armée doit faire face à de fortes contre-attaques russes. Elle s'installe dans une guerre de position en Galicie orientale. Elle compte alors 95 000 hommes avec 53 escadrons (5 350 cavaliers) et 392 canons. Elle comprend les unités suivantes :
- XVIIIe corps (Claudius Czibulka (de))
  - 32e division d'infanterie et 1re division de cavalerie
- IVe corps (Albert Schmidt von Georgenegg (de))
  - 27e et 51e divisions

En septembre 1915, Böhm-Ermolli est nommé à la tête du groupe d'armées qui porte son nom et qui couvre toute la partie sud du front avec trois armées :
- 2e armée qui reste sous le commandement personnel de Böhm-Ermolli
- Armée du Sud germano-austro-hongroise (Felix von Bothmer)
- 7e armée austro-hongroise (Karl von Pflanzer-Baltin)

### 1916-1917
La guerre de position continue pendant les années suivantes. Le 1er mai 1916, Böhm-Ermolli est promu Generaloberst (colonel général). La 2e armée est de nouveau réorganisée :
- Groupe Kosak
  - 27e division (Ferdinand Kosak (it))
  - 4e division de cavalerie (Otto Berndt)
  - 7e division de cavalerie (Ignaz von Korda)
- Ve corps ((Ferdinand von Goglia (de))
  - 31e division (Joseph Lieb)
  - 29e division (Joseph Schön)
- IVe corps (Albert Schmidt von Georgenegg)
  - 33e division (Theodor von Hordt puis Artur Iwański)
  - 14e division (Ladislaus Horváth puis Franz Szende)

Au début de l'offensive Broussilov (juin-juillet 1916), la 2e armée tient ses lignes autour de Brody et de la vallée de l'Ikva : épaulée par l'armée du Sud allemande, elle ne subit que des pertes limitées, alors qu'à son flanc gauche, le XVIIIe corps, rattaché à la 1re armée, est écrasé (21 juillet 1916).
En raison des insuffisances de son groupe d'armées, Böhm-Ermolli est temporairement relevé de son commandement en juillet 1916. Cependant, il retrouve rapidement son poste. Pendant l'été 1917, il participe à la contre-attaque qui repousse l'armée russe en Ukraine après l'échec de l'offensive Kerenski.
Après la révolution d'Octobre, l'armistice du 15 décembre 1917 entre les Empires centraux et le gouvernement révolutionnaire russe des bolcheviks met fin aux opérations sur le front de l'Est.

### 1918

#### Avance en Ukraine et changement de nom
Le 31 janvier, Böhm-Ermolli est élevé au rang de Feld-maréchal.
Le 18 février 1918, les Allemands rompent les négociations de Brest-Litovsk et lancent l'opération Faustschlag pour obliger les bolcheviks à accepter leurs conditions : leur armée avance en Russie, pratiquement sans rencontrer de résistance. Le chef d'état-major austro-hongrois Arthur Arz von Straußenburg convainc l'empereur Charles Ier de participer à l'occupation de l'Ukraine. Le XIIe corps et le XXVe corps (25e et 34e divisions) avancent jusqu'à Ternopil tandis que la 54e division de tirailleurs et la 3e division de cavalerie longent le Dniestr à travers la Bessarabie en direction d'Odessa. Ils s'établissent en Ukraine comme troupes d'occupation tandis que les Ve corps et le XVIIIe corps restent pour assurer l'ancienne frontière des deux empires. Les 27e et 38e divisions sont envoyées sur le front italien au Tyrol du Sud.
Après la conclusion du traité de Brest-Litovsk avec la Russie (3 mars 1918), la 4e armée austro-hongroise est dissoute et Böhm-Ermolli se trouve seul chef des forces austro-hongroises à l'Est, désormais désignées comme Ost-Armee (armée de l'Est). Il établit son état-major à Odessa. Le 16 mai 1918, il quitte son commandement qu'il transmet au General der Infanterie Alfred Krauß (de) avec le général-major Belitska comme chef d'état-major.
L'armée de l'Est, qui succède à la 2e armée, comprend les unités suivantes :
XXVe corps (Peter von Hofmann)
- - 155e division de Honvéd (Felix Unschuld von Melasfeld)
  - 54e division de Schützen (Viktor Severus von Laubenfeld)
- XVIIe corps (Ludwig von Fabini)
  - 7e division de cavalerie (Ignaz von Korda)
  - 11e division (Rudolf Metz von Spondalunga)
- XIIe corps (Rudolf von Braun)
  - 5e division de cavalerie de Honvéd (Viktor von Mouillard)
  - 15e division (Adolf von Aust)
  - 7e division de cavalerie (Albert Abele von und zu Lilienberg (de))
- XIe corps (Hugo von Habermann)
  - 30e division (Moritz Jesser)
  - 59e division (Kletus von Pichler)
  - 4e division de cavalerie (Otto von Berndt)

## Sources et bibliographie
- (de) Cet article est partiellement ou en totalité issu de l’article de Wikipédia en allemand intitulé « 2. Armee (Österreich-Ungarn) » (voir la liste des auteurs) dans sa version du 6 décembre 2017.
- (en) Manfried Rauchensteiner (trad. de l'allemand), The First World War and the end of the Habsburg monarchy, 1914-1918, Vienne, Böhlau, 2014, 1181 p. (ISBN 978-3-205-79588-9, OCLC 945439409, lire en ligne)
- (en) Spencer Tucker, Who's who in twentieth century warfare, London New York, Routledge, 2001, 400 p. (ISBN 978-0-415-23497-9, OCLC 883702522, lire en ligne)